# Teranostica del carcinoma prostatico

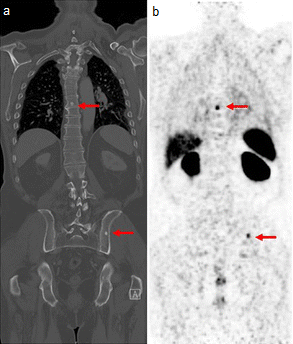
PSMA PET che evidenza due lesioni metastatiche da eteroplasia prostatica (frecce) a livello dell'osso iliaco di sinistra e di una vertebra toracica. La positività delle lesioni alla PSMA-PET è fondamentale per pianificare una terapia radiorecettoriale con ligandi del PSMA radiomarcati

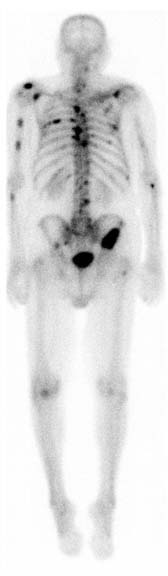
La scintigrafia ossea mostra metastasi alle ossa provenienti da un tumore alla prostata. La positività delle lesioni a questo esame è fondamentale nel determinare l'efficacia del trattamento radiometabolico con farmaci osteotropi come il Radio-223

La teranostica del carcinoma prostatico individua la terapia radiometabolica del carcinoma prostatico che si avvale di radiofarmaci emittenti particelle beta o particelle alfa in grado di colpire selettivamente le lesioni metastatiche date da questo tumore, che possono essere rilevate in precedenza mediante opportune tecniche di imaging medico-nucleare.
Il carcinoma prostatico può essere trattato mediante un approccio teranostico utilizzando sia radiofarmaci osteotropi sia liganti radiomarcati del recettore PSMA, spesso espresso a livello delle cellule prostatiche e molto specifico per queste ultime. Nel caso si scelga di utilizzare radiofarmaci osteotropi (che consentono di colpire le sole metastasi a livello dello scheletro) è necessario eseguire prima una scintigrafia ossea in modo da rilevarle e quindi prevedere un eventuale risposta al trattamento/stimare la diffusione della malattia; nel caso invece si scelgano gli analoghi del PSMA molto spesso viene invece eseguita una PSMA PET previsionale mediante radiofarmaci marcati con gallio-68 per verificare se le lesioni oggetto del trattamento esprimono tale recettore (tale esame ha anche un'importante valenza diagnostica nella ristadiazione di questa forma tumorale in caso di sospetta recidiva di malattia).
La presente trattazione è essenzialmente dedicata alla PET diagnostica ed alla terapia radiorecettoriale effettuata mediante analoghi del PSMA, in quanto la terapia radiometabolica delle metastasi ossee non è specifica del solo tumore prostatico ed è trattata nella relativa voce. L'unico radiofarmaco osteotropo alfa-emittente, il radio-223, è al momento l'unico in grado di prolungare la sopravvivenza dei pazienti secondo i trial finora svolti ed ha indicazione ufficiale solo nel trattamento del carcinoma prostatico.
Dato che il PSMA è in realtà espresso a livello di metastasi causate anche da altre forme tumorali sono tuttora in studio ulteriori applicazioni diagnostico/terapeutiche di questi ligandi.

## PSMA PET
Le immagini PSMA PET sono dotate di sensibilità, specificità e rapporto target/fondo decisamente superiori rispetto alla PET con colina , tuttavia sono comunque gravate da alcuni falsi positivi di cui è necessario tenere conto nell'interpretazione delle stesse, in quanto questi traccianti sono avidamente captati anche da: processi infettivi/infiammatori, alcuni tumori benigni (es. Schwannoma) e maligni (polmone, mammella, rene, vescica...), traumi recenti, e anomalie vascolari. Intensa fisiologica captazione si osserva anche a livello di alcuni gangli nervosi (cervicale, celiaco e sacrale). Fino al 5% delle neoplasie prostatiche inoltre non esprime il PSMA, dando quindi falsi negativi e impossibilità ad eseguire il trattamento radiorecettoriale, in altri casi lesioni troppo piccole per il tomografo utilizzato possono non essere rilevate. Gli analoghi del PSMA possono essere marcati a fini diagnostici si con Gallio-68 sia con Fluoro-18.
Una valutazione qualitativa dell'uptake delle lesioni può essere fatta comparandole con determinati distretti corporei, che differiscono a seconda del tipo di marcatura:
| score | descrizione                                  |
| ----- | -------------------------------------------- |
| 0     | uptake < blood pool mediastinico             |
| 1     | uptake > blood pool mediastinico ma < fegato |
| 2     | uptake > fegato ma < parotide                |
| 3     | uptake > parotide                            |

| score | descrizione                                 |
| ----- | ------------------------------------------- |
| 0     | uptake < blood pool mediastinico            |
| 1     | uptake > blood pool mediastinico ma < milza |
| 2     | uptake > milza ma < parotide                |
| 3     | uptake > parotide                           |

A seconda dell'intensità dell'uptake e del significato che gli viene dato si può classificare ogni lesione in 5 categorie:
| punteggio | descrizione |
| --------- | --- |
| 1         | Benigna, uptake assente |
| 2         | Probabilmente benigna, uptake inferiore o uguale al blood pool ed in sede non tipica per metastasi                         |
| 3         | Indenterminata, uptake inferiore o uguale al fondo in sede tipica per metastasi                                            |
| 4         | Probabilmente maligna, uptake intenso localizzato in sede tipica di metastasi senza alterazioni alla TC di coregistrazione |
| 5         | Maligna, uptake intenso localizzato in sede tipica di metastasi con alterazioni alla TC di coregistrazione associate       |

## Terapia radiorecettoriale con liganti del recettore PSMA
La maggioranza degli studi riguardanti questo trattamento lo impiegano per controllare la forma di carcinoma prostatico resistente alla castrazione (cioè quella in cui non è più efficace l'ormonoterapia con farmaci anti-androgeni), tuttavia alcuni studi stanno provando ad utilizzare questi analoghi anche in stadi più precoci ed in combinazione con altre sostanze. In generale attualmente la terapia radiorecettoriale con liganti del PSMA viene oggigiorno condotta solo nell'ambito di appositi trial clinici.

### Indicazioni al trattamento
Questa terapia di solito è riservata come già detto alle forme resistenti alla castrazione. Prima di trattare è necessario sia studiare i pazienti mediante una PSMA-PET allo scopo di verificare se le lesioni metastatiche captano il radiofarmaco (SUVmax delle lesioni pari almeno a 1,5 volte il SUV medio epatico) sia verificare l'assenza di lesioni non captanti mediante un'ulteriore PET con fluorodesossiglucosio,in modo da escludere tutti quei pazienti con malattia che non sarebbe responsiva alla terapia (nell'80-90% dei pazienti le lesioni esprimono il PSMA). Nel caso siano in corso anche altri trattamenti i pazienti devono essere seguiti da uno staff multidisciplinare comprendente tutti gli specialisti coinvolti.
Pertanto, la PET con fluoro-PSA seleziona le persone in cui è presente il recettore PSMA. Ad esse è somministrato il lutetio PSMA per via endovenosa. Esso si lega selettiva ente alle cellule tumorali che esprimono il PSMA, cui rilascia delle radiazioni.

### Controindicazioni al trattamento
- aspettattiva di vita inferiore ai 6 mesi (ECOG < 2) tranne nei casi in cui l'intento sia puramente palliativo
- il paziente trattato in alcuni paesi secondo le normative di radioprotezione deve essere isolato, in tali casi controindicazioni sanitarie all'isolamento impediscono l'esecuzione della procedura
- ostruzione urinaria o idronefrosi che porterebbero ad eccessiva irradiazione dei reni, per escludere tali patologie sarebbe meglio eseguire una scintigrafia renale
- insufficienza epatica o renale grave (incremento di almeno 2 volte degli enzimi epatici o il riscontro di un filtrato glomerulare inferiore a 30 ml/min sono controindicazioni al trattamento)
- mielosoppressione (globuli bianchi inferiori a 2,5*109/ml o piastrine inferiori a 75*109/ml all'emocromo)
- problemi di salute che devono essere stabilizzati prima di procedere (es. compressione o fratture midollari), o necessità di eseguire prima una terapia chirurgica o radioterapica, in accordo con lo staff multidisciplinare

### Radiofarmaci utilizzabili
I liganti più spesso impiegati sono di solito marcati con lutezio-177, un isotopo emittente particelle beta e raggi gamma (che consentono di eseguire uno studio scintigrafico, anche mediante metodica SPECT/TC, atto a monitorare il trattamento e ad eseguire valutazioni dosimetriche). Sono in corso trial che utilizzano marcarture anche con attinio-225, isotopo alfa-emittente che appare particolarmente utile in caso di ampia diffusione ossea della malattia (quadro simile al superscan rilevabile con i radiofarmaci osteotropi, ma evidenziato mediante la PSMA -PET) in modo da ridurre l'irradiazione midollare.

### Dosimetria
Non esiste uno standard di dose da somministrare; è tuttavia necessario non somministrare più di 2 Gy al midollo e più di 28-40 Gy ai reni per evitare fenomeni di tossicità renale o mielossicità. È necessario inoltre cercare di evitare l'irradiazione eccessiva delle ghiandole salivari, sede fisiologica di espressione del PSMA. I tempi di dimissioni dovrebbero essere simili a quelli indicati per la terapia radiorecettoriale dei tumori neuroendocrini. Il trattamento è normalmente frazionato in più sedute.
Ogni 2-3 settimane andrebbe eseguito un dosaggio ematico del PSA ed una PSMA-PET e controllare la funzione midollare, ogni 6-8 settimane quella renale.

### Studi di efficacia
La terapia radiometabolica con ligandi del PSMA ha mostrato nei pazienti con carcinoma prostatico resistente alla castrazione un incremento della sopravvivenza, una riduzione del carico di malattia (rilevato sia mediante imaging sia mediante misurazioni seriate del PSA) e una riduzione delle complicanze dovute alla patologia.

### Criteri RECIP
I criteri RECIP (Response Evaluation Criteria In PSMA-PET/CT) sono utilizzabili per stimare la risposta ai trattamenti mediante la PSMA-PET nei pazienti con carcinoma prostatico resistente alla castrazione:
| Criterio                 | Descrizione |
| ------------------------ | --- |
| Risposta Completa        | Assenza di lesioni captanti al follow-up |
| Risposta Parziale        | Riduzione pari almeno al 30% del volume delle lesioni captanti (PSMA-Vol) senza comparsa di nuove lesioni |
| Progressione di Malattia | Comparsa di nuove lesioni captanti e incremento del PSMA-vol di almeno il 20% |
| Malattia Stabile         | Riduzione del PSMA-vol inferiore al 30%, riduzione del PSMA-vol maggiore del 30% con comparsa di nuove lesioni, incremento fino al 20% del PSMA-vol, incremento del PSMA-vol oltre il 20% senza comparsa di nuove lesioni |

### Effetti collaterali del trattamento
Nel 10% circa dei casi si è osservata tossicità ematologica di grado 3-4 (di entità comunque minore di quella data dai trattamenti chemioterapici di norma eseguiti su questi pazienti), sono stati rilevate anche nausea ed astenia lievi. L'irradiazione delle ghiandole salivari può anche causare xerostomia.